# Lipno (gromada w powiecie leszczyńskim)
Lipno – dawna gromada, czyli najmniejsza jednostka podziału terytorialnego Polskiej Rzeczypospolitej Ludowej w latach 1954–1972.
Gromady, z gromadzkimi radami narodowymi (GRN) jako organami władzy najniższego stopnia na wsi, funkcjonowały od reformy reorganizującej administrację wiejską przeprowadzonej jesienią 1954 do momentu ich zniesienia z dniem 1 stycznia 1973, tym samym wypierając organizację gminną w latach 1954–1972.
Gromadę Lipno z siedzibą Gromadzkiej Rady Narodowej w Lipnie utworzono – jako jedną z 8759 gromad na obszarze Polski – w powiecie leszczyńskim w woj. poznańskim, na mocy uchwały nr 28/54 WRN w Poznaniu z dnia 5 października 1954. W skład jednostki weszły obszary dotychczasowych gromad Goniembice, Gronówko, Klonówiec, Lipno, Murkowo, Smyczyna, Wyciążkowo i Żakowo ze zniesionej gminy Lipno w tymże powiecie. Dla gromady ustalono 18 członków gromadzkiej rady narodowej.
1 stycznia 1960 do gromady Lipno włączono obszar zniesionej gromady Górka Duchowna w tymże powiecie.
1 stycznia 1962 do gromady Lipno włączono obszar lasów o powierzchni 770,48 ha ze znoszonej gromady Wilkowice w tymże powiecie.
Gromada przetrwała do końca 1972 roku, czyli do kolejnej reformy gminnej. 1 stycznia 1973 w powiecie leszczyńskim reaktywowano gminę Lipno.